# Айнатас (Жигергенський сільський округ)
Айната́с (каз. Айнатас) — село у складі Казигуртського району Туркестанської області Казахстану. Входить до складу Жигергенського сільського округу.
Населення — 809 осіб (2021; 1449 у 2009, 1215 у 1999, 861 у 1989).